# Tiziano Ferro
Tiziano Ferro (Latina, 21 febbraio 1980) è un cantautore, paroliere e produttore discografico italiano.
Salito alla ribalta grazie al singolo di debutto Xdono, che ottenne il terzo posto nella classifica dei singoli più venduti in Europa nel 2002, è ritenuto uno dei più influenti e innovativi cantautori italiani contemporanei. L'alta popolarità del suo repertorio lo ha reso tra gli artisti italiani più apprezzati e famosi in Italia e nel mondo, nonché un punto di riferimento della musica internazionale.
Nel corso della sua carriera ha venduto oltre 20 milioni di dischi nel mondo, prevalentemente in Europa e in America Latina. Il suo album di debutto Rosso relativo, con oltre due milioni e mezzo di copie vendute nel mondo, è uno dei dischi italiani più venduti della storia, mentre il quarto e il quinto album, Alla mia età e L'amore è una cosa semplice, sono stati i dischi più venduti in Italia rispettivamente nel 2009 e nel 2012.
Oltre che in lingua italiana, Tiziano Ferro canta anche in inglese, spagnolo, portoghese e francese e nel corso della sua carriera ha più volte collaborato con importanti artisti della scena musicale italiana e mondiale.
Ha ottenuto numerosi premi, candidature e riconoscimenti tra i più importanti a livello nazionale e internazionale. Dal 5 luglio 2021 è membro votante della giuria dei Grammy Award.

## Biografia

### Primi anni (1980-2000)
La sua famiglia, proveniente dal paese di Cavarzere, in Veneto, è composta dalla madre Giuliana, casalinga, dal padre Sergio, geometra, e dal fratello Flavio, di 11 anni più giovane. All'età di cinque anni ricevette come regalo di Natale la sua prima tastiera Bontempi: fu il primo approccio con la musica. Cominciò fin da piccolissimo a scrivere i primi brani, componendo le varie basi con mezzi molto semplici e incidendo mediante un registratore. Due di questi brevi brani, realizzati nel 1987 e intitolati Il cielo e Gli occhi, vennero successivamente inseriti come tracce fantasma nel terzo album in studio Nessuno è solo (2006).
Attraversò un'adolescenza difficile: a causa della sua timidezza venne spesso emarginato dai compagni di classe e soffrì di bulimia con conseguente sovrappeso (arrivando a pesare centoundici chili). Trovò sfogo nella musica e cominciò a partecipare a corsi privati di chitarra classica (sette anni), canto, pianoforte (due anni) e batteria (un anno). Nel 1994 ebbe una piccola esperienza di doppiaggio, prestando la voce al personaggio di Jan nella prima edizione dell'anime Il mio amico Patrasche, e due anni più tardi entrò a far parte del Coro Gospel di Latina Big Soul Mama Gospel Choir, dove si appassionò alle atmosfere e ai ritmi della musica nera statunitense. Successivamente partecipò a un corso a distanza per doppiatore cinematografico, cominciando a collaborare come speaker per alcune radio locali della sua città, oltre che per Radio Luna. Fece inoltre esperienze di pianobar in vari locali con il proprio gruppo rap Q4, proponendo reinterpretazioni di black music e hip hop, e con le gare amatoriali di karaoke.
Nel 1997 si iscrisse all'Accademia della Canzone di Sanremo con il brano Quando ritornerai (ritenuto il primo brano ufficialmente composto dal cantautore), intenzionato a partecipare al successivo Festival di Sanremo, ma venne scartato alle prime selezioni. Ritentò con lo stesso brano nel 1998, riuscendo ad arrivare fra i 12 finalisti ma senza aggiudicarsi uno dei tre posti che garantivano l'ammissione all'edizione seguente della manifestazione. Nel mentre partecipò come concorrente al programma televisivo Caccia alla frase in onda su Italia 1, dove il conduttore Peppe Quintale gli permise di esibirsi per qualche secondo. In quel periodo ottenne 55/60 all'esame di maturità del Liceo scientifico Ettore Majorana di Latina. Venne anche pubblicato l'album Anima e corpo degli ATPC, contenente il singolo Sulla mia pelle realizzato con lo stesso Ferro. Una versione registrata dal solo Ferro sarebbe stata successivamente inclusa nella raccolta TZN - The Best of Tiziano Ferro del 2014.
Tra marzo e maggio 1999 partecipò alla tournée del gruppo rap Sottotono come corista. Il suo futuro come cantante rimase tuttavia incerto, quindi Ferro decise inizialmente di continuare gli studi, iscrivendosi alla facoltà di ingegneria dell'Università degli Studi di Roma "La Sapienza", passando successivamente a scienze della comunicazione.
Nel 2000 scrisse il testo di Angelo mio, adattamento italiano del brano Angel of Mine della cantante Monica (cover di un brano originariamente composto dal gruppo femminile Eternal). Anche questo brano sarebbe stato inserito successivamente nella raccolta TZN - The Best of Tiziano Ferro.

### Rosso relativo(2001-2002)

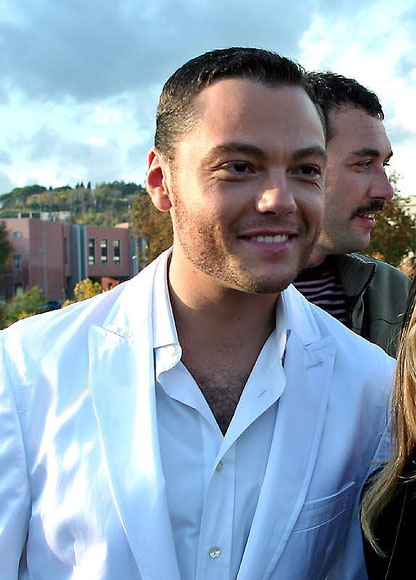
Tiziano Ferro nel 2006 a Roma durante le riprese del videoclip di Ti scatterò una foto

Nel 2001, dopo alcuni rifiuti da parte delle etichette discografiche, i produttori Alberto Salerno e Mara Maionchi, conosciuti durante la sua seconda partecipazione all'Accademia della Canzone di Sanremo, convinsero la EMI a puntare su Ferro. Sulle composizioni di quest'ultimo si alternarono vari arrangiatori, finché Michele Canova Iorfida riuscì a tradurle nel sound desiderato.
Il 22 giugno 2001 Ferro pubblicò il suo primo singolo Xdono, che raggiunse i vertici delle classifiche europee e anticipò il primo album in studio Rosso relativo, uscito il 26 ottobre dello stesso anno e promosso dai singoli L'olimpiade (26 ottobre), Imbranato (18 gennaio 2002), Rosso relativo (7 giugno) e Le cose che non dici (4 febbraio 2003). Il ventunenne pontino venne stroncato da buona parte della critica, che lo definì l'ennesimo bluff delle etichette discografiche per «catturare le ragazzine», ma apprezzato dal pubblico, che dimostrò di riuscire a comprendere la novità introdotta dal cantautore, il quale univa le sonorità R&B e pop della musica d'oltreoceano con testi particolari e carichi di significati profondi.
Il successo di Xdono portò l'artista a incidere il brano anche in inglese, spagnolo (Perdona), portoghese (Perdoa) e in versione franco-italiana. Il 15 dicembre partecipò al Concerto di Natale in Vaticano, durante il quale eseguì Soul-dier insieme a un coro gospel di New York e una reinterpretazione del brano di John Lennon Happy Xmas (War Is Over) in duetto con Elisa.
Tra gennaio 2002 e marzo 2003 Ferro intraprese il Rosso relativo Tour 2002/03, composto da 70 date tenute in Europa. Nell'estate del 2002 prese parte al Festivalbar con il singolo Rosso relativo, mentre il 4 marzo 2003 venne pubblicata l'edizione in lingua spagnola dell'album, dal titolo Rojo relativo. Sempre nel 2003, la versione spagnola di Imbranato, Alucinado, fu scelta come colonna sonora della telenovela brasiliana Mulheres apaixonadas, mentre il brano Boom Boom venne utilizzato nella serie televisiva italiana Un papà quasi perfetto.

### 111(2003-2005)
Nel 2003 è autore di numerosi brani per vari artisti: Entro il 23 (insieme a Roberto Casalino) per il gruppo Mp2, pubblicato nell'album Illogico; Dove il mondo racconta segreti per Michele Zarrillo, pubblicato nell'album Liberosentire; Dime tú per Myriam Montemayor, pubblicato nell'album Una mujer. Duetta inoltre con Tony Aguilar nel brano Latido urbano, pubblicato nell'album Tony Aguilar y Amigos. Nello stesso anno appare in un episodio della terza stagione della serie televisiva spagnola Paso adelante, interpretando se stesso nel brano Rojo relativo. Il 12 settembre Ferro ha pubblicato il singolo Xverso, presentato per la prima volta dal vivo otto giorni più tardi alla finale del Festivalbar 2003 e che ha anticipato il secondo album in studio del cantautore. Intitolato 111, l'album è stato pubblicato il 7 novembre e il titolo prende spunto dal peso raggiunto dal cantante durante la sua adolescenza. Da esso sono stati estratti anche i singoli Sere nere (7 novembre), Non me lo so spiegare (13 febbraio 2004) e Ti voglio bene (25 marzo). Il 10 novembre 2003 è inoltre uscita la corrispettiva edizione in lingua spagnola, denominata 111 ciento once.
Nel 2004 il cantautore si è trasferito a Puebla de Zaragoza e da marzo 2004 ad agosto 2005 ha intrapreso il 111% Tour 2004/05, composto da 71 date tra Europa e America Latina. Il 5 maggio 2004 al PalaLottomatica di Roma duetta con Laura Pausini nei brani E ritorno da te e Imbranato. Ad aprile ha collaborato con i Blue per l'adattamento della canzone Breathe Easy in lingua italiana, dal titolo A chi mi dice, singolo pubblicato nell'album Guilty per il mercato italiano. Tra maggio e giugno dello stesso anno ha partecipato al Festivalbar 2004 con il brano Ti voglio bene, mentre nel mese di giugno è stato scelto come unico rappresentante italiano dei Giochi della XXVIII Olimpiade per cantare in coppia con Jamelia il brano Universal Prayer, estratto come singolo il 23 luglio e pubblicato nella raccolta Unity - The Official Athens 2004 Olympic Games Album e nell'album della cantante, Thank You. Sempre nello stesso anno è apparso in un episodio della prima stagione della telenovela messicana Rebelde interpretando se stesso nel brano No me lo puedo explicar.
Nel 2005 si trasferisce a Manchester; prende parte al doppiaggio del film d'animazione statunitense Shark Tale, distribuito il 25 febbraio dalla DreamWorks Animation, dove presta la voce al protagonista Oscar; ottiene il diploma di laurea breve presso un'università del Messico, come interprete e traduttore in lingua inglese e spagnola, con valutazione 88/100. Ad aprile duetta con la cantante brasiliana Liah nel brano Sere nere-Tarde negra in versione italo-portoghese, pubblicato nell'album Perdas e ganhos, estratto come singolo in Brasile a luglio e inserito successivamente nell'edizione brasiliana di 111 e nel 2014 anche nella raccolta TZN - The Best of Tiziano Ferro. A maggio è autore insieme a Roberto Casalino del brano E va be' per la cantante Syria, pubblicato nell'album Non è peccato.

### Nessuno è solo(2006-2007)

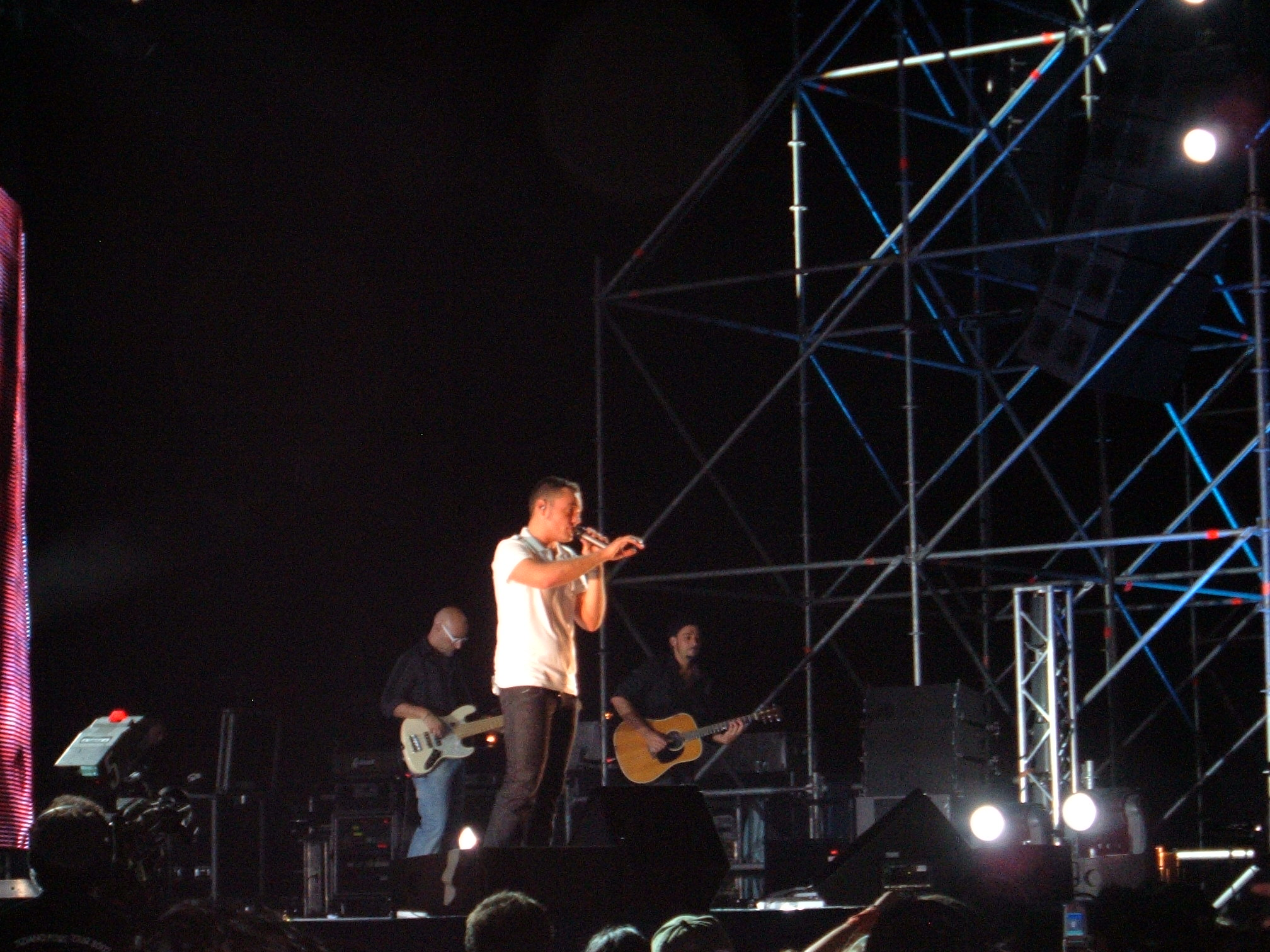
Tiziano Ferro nel 2006 in un concerto a Latina

Il 3 marzo partecipa al Festival di Sanremo 2006 in qualità di ospite, esibendosi con Michele Zarrillo nel brano L'alfabeto degli amanti. Nel mese di maggio, in occasione della sua partecipazione alla trasmissione televisiva Che tempo che fa di Fabio Fazio, a una domanda riguardante i 44 Paesi in cui sarebbe stato pubblicato il suo terzo album, ha dichiarato:
 Le parole dell'artista hanno provocato dure polemiche in America Latina: associazioni di artisti messicani e movimenti dell'estrema destra nazionalista chiedono che al cantante non venga più permesso di vendere dischi nel loro Paese e che vengano vietati i suoi concerti. Alcuni parlamentari presentano un'interrogazione contro l'artista, sfiorando lo scontro diplomatico. In seguito a un incontro con il console messicano a Roma, Ferro riconosce il suo errore e chiede pubblicamente scusa in una popolare trasmissione della televisione messicana, riconoscendo di essersi «comportato da stupido».
Il 23 giugno viene pubblicato il terzo album di inediti Nessuno è solo, anticipato il 12 maggio dal singolo Stop! Dimentica, contenente anche gli estratti Ed ero contentissimo (25 agosto), Ti scatterò una foto (20 gennaio 2007), E Raffaella è mia (18 maggio) ed E fuori è buio (14 settembre). Tra le collaborazioni è presente il duetto con Biagio Antonacci nel brano Baciano le donne. L'album viene pubblicato in lingua spagnola con il titolo Nadie está solo, il 26 giugno in Spagna e il giorno seguente in America Latina. La versione per l'America Latina contiene anche il brano Mi credo, eseguito in duetto con il cantante messicano Pepe Aguilar. Tale brano in agosto verrà estratto come singolo per il mercato latino e incluso anche nell'album Enamorado di Aguilar. Quell'estate Tiziano Ferro partecipa inoltre al Festivalbar 2006 in qualità di ospite. Il 29 settembre viene pubblicato l'album di Luca Carboni ...le band si sciolgono, contenente il brano Pensieri al tramonto in duetto con Tiziano Ferro, mentre il 10 novembre esce l'album di Laura Pausini Io canto, comprendente anche una reinterpretazione di Non me lo so spiegare eseguita in duetto con lo stesso Ferro ed estratta successivamente come singolo il 23 marzo 2007. Sempre nello stesso anno appare in un episodio della telenovela messicana La fea más bella (in onda su Las Estrellas) interpretando se stesso nel brano Te tomaré una foto.
Da gennaio ad agosto 2007 è impegnato nella tournée Nessuno è solo Tour 2007, composta da 50 date tra Italia ed Europa, durante la quale duetta con artisti internazionali come Laura Pausini (il 30 gennaio al Mediolanum Forum di Milano, nel brano Non me lo so spiegare) e Raffaella Carrà (il 17 febbraio al PalaLottomatica di Roma, nel brano Rumore). Durante i tre concerti tenuti nel capoluogo pontino interpreta il brano Latina, dedicato alla sua città natale (pubblicato successivamente nella raccolta TZN - The Best of Tiziano Ferro del 2014). A febbraio è autore del brano Amaro amarti per Iva Zanicchi, pubblicato nell'album Colori d'amore. Il brano è la versione italiana di Dime tú, realizzata nel 2003 per la cantante messicana Myriam Montemayor. Il 2 marzo partecipa come ospite al Festival di Sanremo 2007, dove ha occasione di presentare il singolo Ti scatterò una foto, e nello stesso mese viene nominato ambasciatore della città di Latina nel mondo. Come accaduto nel 2004 con Sere nere, colonna sonora di Tre metri sopra il cielo, Ti scatterò una foto viene inclusa tra le tracce di Ho voglia di te, seguito del film (fa parte della colonna sonora della pellicola anche il brano La paura che...). Il 25 maggio viene pubblicato l'album di Max Pezzali Time Out, dove Tiziano Ferro figura come corista nell'omonimo brano. Il 2 giugno è presente allo Stadio Giuseppe Meazza di San Siro a Milano come ospite del concerto di Laura Pausini, con la quale duetta in Non me lo so spiegare (tale versione sarebbe stata inclusa nell'album dal vivo San Siro 2007). Il 14 agosto viene pubblicato un album in onore di Dean Martin, Forever Cool, che contiene un duetto virtuale con Tiziano Ferro (unico artista italiano scelto per l'album) in Arrivederci Roma. Il 15 settembre, insieme a molti altri artisti, si è esibito in Piazza del Duomo a Milano davanti a un pubblico di centomila persone in occasione dell'MTV Day 2007, durante il quale ha eseguito Stop! Dimentica, E fuori è buio, Ti scatterò una foto, E Raffaella è mia e una reinterpretazione del brano di Franco Battiato, Centro di gravità permanente. Il 21 settembre viene pubblicato in Spagna e in America Latina l'album di Mina Todavía, contenente il brano Cuestión de feeling in duetto con Tiziano Ferro, estratto come singolo nello stesso mese. Arrivederci Roma e Cuestión de feeling verranno poi inseriti anche nella raccolta TZN - The Best of Tiziano Ferro del 2014.
A ottobre è presente a Berlino come ospite di un concerto di Irene Grandi, con la quale duetta nei brani Imbranato e Bruci la città.

### Alla mia età(2008-2010)

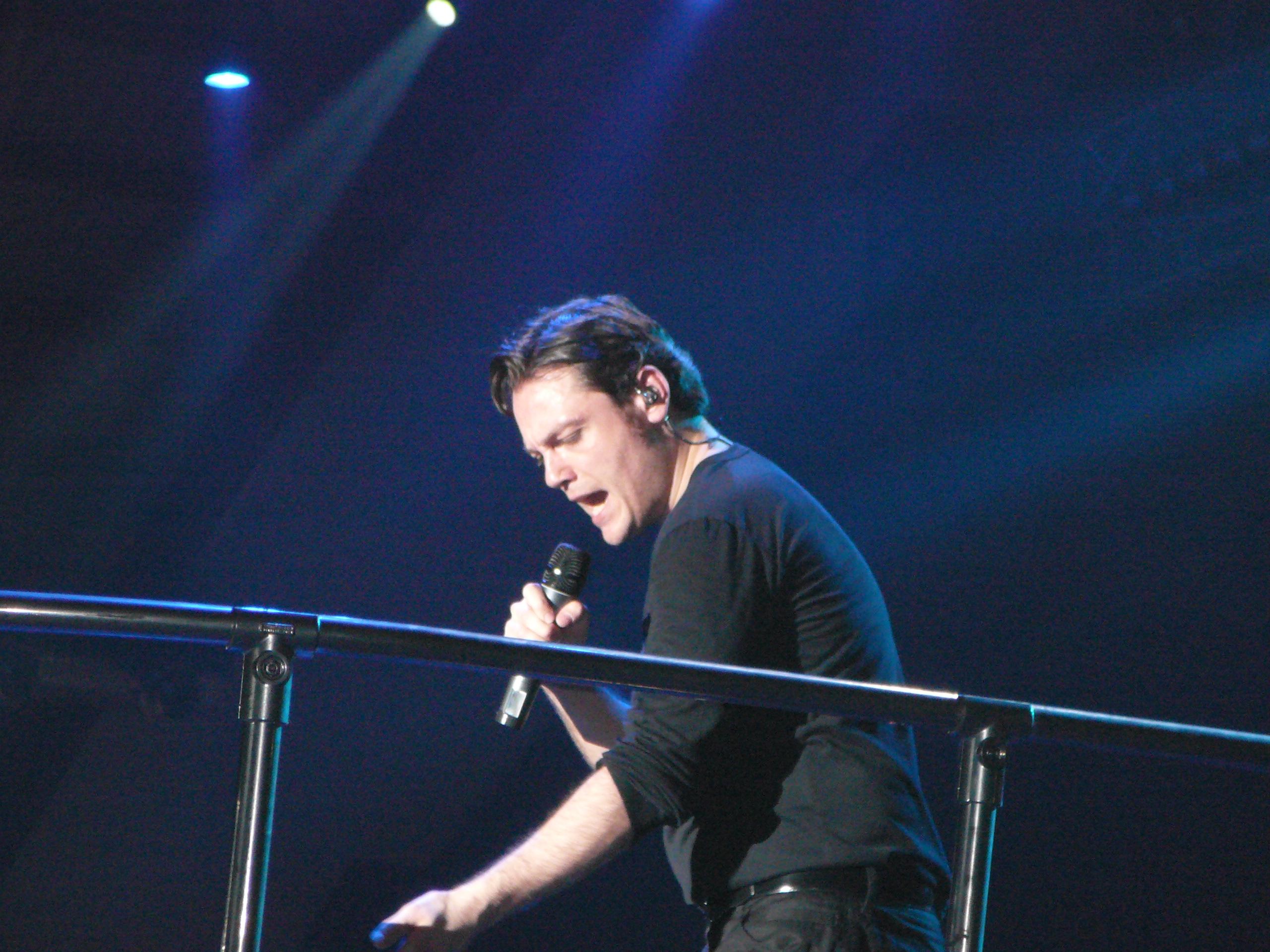
Tiziano Ferro in concerto a Perugia

L'8 febbraio 2008 il gruppo musicale nu metal Linea 77 ha pubblicato il quinto album Horror vacui, contenente il brano Sogni risplendono realizzato in duetto con Ferro. In estate il cantautore firma i testi di alcuni brani per l'album d'esordio della cantante Giusy Ferreri, Gaetana: insieme a Roberto Casalino è autore dei singoli Non ti scordar mai di me, Stai fermo lì e Passione positiva, insieme a Sergio Cammariere è autore del brano Il sapore di un altro no e infine come autore solista scrive Aria di vita e L'amore e basta!, quest'ultimo eseguito in duetto. Gli ultimi due brani sono stati successivamente reinterpretati dall'artista e inclusi nella raccolta del 2014 TZN - The Best of Tiziano Ferro. Il 7 novembre viene pubblicato l'album di Fiorella Mannoia Il movimento del dare, che contiene il singolo Il re di chi ama troppo (uscito il 9 gennaio 2009) in duetto con Ferro e composto da quest'ultimo; nello stesso giorno viene pubblicato anche il quarto album in studio del cantautore, Alla mia età, anticipato il 3 ottobre dall'omonimo singolo, contenente anche Il regalo più grande (9 gennaio 2009), Indietro (4 maggio), scritto insieme a Ivano Fossati, Il sole esiste per tutti (11 settembre) e Scivoli di nuovo (27 novembre). Franco Battiato scrive e duetta nel brano Il tempo stesso, mentre Kelly Rowland duetta in Breathe Gentle (versione inglese di Indietro). L'album viene pubblicato lo stesso giorno in America Latina in lingua spagnola con il titolo A mi edad e contiene anche una collaborazione con Anahí e Dulce María nel brano El regalo más grande. Il 22 maggio 2009 viene pubblicato in Spagna e contiene una nuova versione del brano El regalo más grande, questa volta eseguito in duetto con Amaia Montero, ex cantante del gruppo La Oreja de Van Gogh.
Il 21 aprile 2009 ha partecipato insieme ad altri artisti italiani alla registrazione del singolo benefico Domani 21/04.2009, realizzato per devolvere interamente i proventi alle popolazioni colpite dal terremoto dell'Aquila del 2009 in Abruzzo. Da aprile a settembre 2009 ha intrapreso la tournée Alla mia età Tour 2009/10, composta da 37 date tra Italia, Svizzera, Romania, Canada e Stati Uniti. A maggio 2010 ha aggiunto tre ulteriori date in Spagna. Dal tour è stato pubblicato il DVD Alla mia età Live in Rome, pubblicato il 20 novembre e registrato durante i due concerti tenuti allo Stadio Olimpico di Roma il 24 e il 25 giugno. Nello stesso giorno è stato pubblicato anche l'album di Giusy Ferreri Fotografie, nel quale Ferro ha svolto i ruoli di produttore artistico e adattatore dei testi in italiano delle cover. L'8 dicembre 2009 ha condotto la trasmissione televisiva Due insieme a Laura Pausini, con la quale ha improvvisato alcuni brani e duetti tratti dal loro repertorio. Il 18 dicembre è stato pubblicato l'album Stronger with Each Tear della cantautrice R&B Mary J. Blige, nella cui versione italiana è presente il brano Each Tear in duetto con Tiziano Ferro, estratto come singolo il 19 marzo 2010. Durante la serata finale del Festival di Sanremo 2010 del 20 febbraio, Ferro avrebbe dovuto esibirsi in duetto con la cantante statunitense, ma a causa di una laringite non ha potuto presenziare alla serata.
Il 20 ottobre 2010 è stato pubblicato il suo primo libro ufficiale Trent'anni e una chiacchierata con papà, edito da Kowalski, un diario scritto dal cantante dal 1995 al 2010. Due giorni più tardi è uscito il singolo Guarda l'alba di Carmen Consoli, composto da quest'ultima insieme a Ferro, mentre a partire dal 29 dello stesso mese è stato pubblicato, in allegato alla rivista TV Sorrisi e Canzoni e al quotidiano Corriere della Sera, il cofanetto Tiziano Ferro Collection, contenente tutti gli album in studio del cantautore e il DVD Alla mia età Live in Rome. I quattro album in studio, senza il DVD, sono stati in seguito raccolti anche in un ulteriore cofanetto dal titolo The Album Collection, uscito il 26 novembre e certificato disco d'oro per le oltre 30 000 copie vendute.

### L'amore è una cosa semplice(2011-2013)

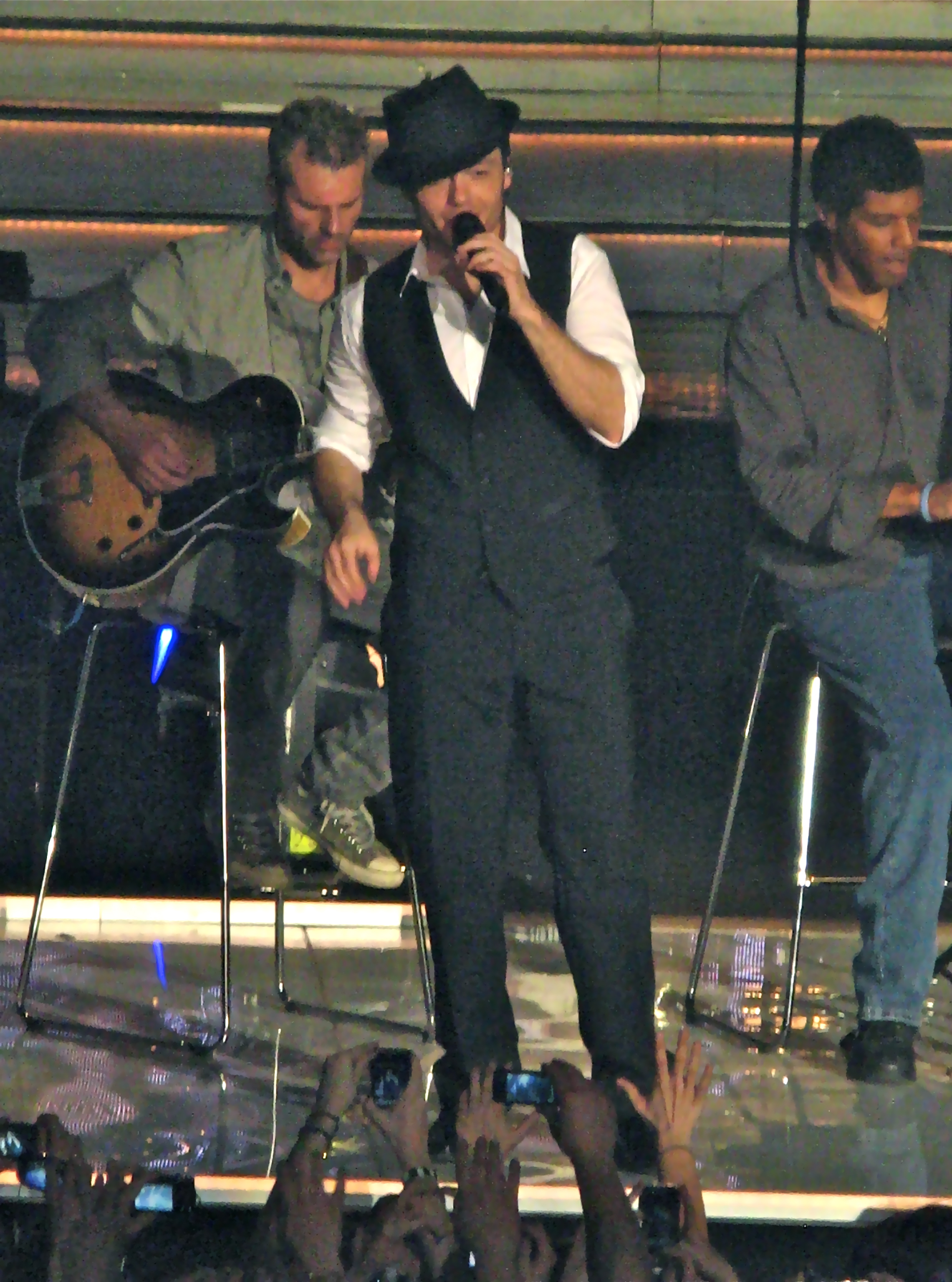
Tiziano Ferro a Treviso il 7 maggio 2012

Il 28 novembre 2011 viene pubblicato il quinto album intitolato L'amore è una cosa semplice, anticipato il 14 ottobre dal singolo La differenza tra me e te. L'album è composto da 14 brani di cui è l'unico autore, fatta eccezione per tre collaborazioni: con John Legend (nel brano Karma, versione in lingua inglese di Smeraldo), con Irene Grandi (autrice di testo e musica del brano Paura non ho) e Nesli (autore e interprete della versione originale di La fine). Il disco è stato registrato a Los Angeles e rispecchia la ritrovata serenità del cantautore. L'album contiene anche i singoli L'ultima notte al mondo (6 gennaio 2012), Hai delle isole negli occhi (30 marzo), Per dirti ciao! (22 giugno), Troppo buono (21 settembre), L'amore è una cosa semplice (30 novembre) e La fine (1º febbraio 2013). L'album esce anche nelle versioni per il mercato europeo e sudamericano: il 12 marzo 2012 viene pubblicato in lingua spagnola per l'America Latina con il titolo El amor es una cosa simple; il 25 maggio 2012 viene pubblicata l'edizione per Austria e Germania contenente la versione italo-tedesca del brano L'amore è una cosa semplice in duetto con la cantautrice R&B tedesca Cassandra Steen, dal titolo Liebe ist einfach/L'amore è una cosa semplice, estratta come primo singolo dell'album il 13 aprile 2012; il 25 settembre 2012 viene pubblicata l'edizione in lingua spagnola per la Spagna contenente una nuova versione del brano El amor es una cosa simple, eseguito in duetto con la cantante spagnola Malú ed estratto come primo singolo dell'album il 19 maggio 2012. Il 20 dicembre è ospite del concerto di Pablo Alborán (collaboratore alla stesura del testo in lingua spagnola di La diferencia entre tú y yo) al Palacio de Deportes di Madrid, con il quale duetta nel brano Desencuentro. Sempre a dicembre partecipa al brano Massena Christmas Party, un jingle natalizio di Radio Deejay, insieme a Laura Pausini, Giorgia e Mario Biondi (pubblicato nell'album Natale a casa Deejay del 2014) e al brano Buon Natale Radio Kiss Kiss, un jingle natalizio di Radio Kiss Kiss con Laura Pausini, Francesco Facchinetti e altri artisti.
L'8 febbraio 2012 viene pubblicato il secondo libro ufficiale, anch'esso intitolato L'amore è una cosa semplice, edito da Kowalski e che narra la sua parte di vita durante il 2010 e il 2011. Da aprile ad agosto rimane impegnato nella tournée L'amore è una cosa semplice Tour 2012, composta da 32 date tra Italia, Belgio, Monaco e Svizzera. Il 14 maggio partecipa insieme ad altri artisti italiani (tra cui Laura Pausini, Max Pezzali e Biagio Antonacci) a Radio Italia Live - Il concerto, manifestazione volta a celebrare i 30 anni di Radio Italia in Piazza Duomo a Milano, esibendosi in Stop! Dimentica, Indietro e Non me lo so spiegare. Il 18 settembre viene pubblicato l'album di Alice, Samsara, che contiene due brani composti da Ferro, Nata ieri e Cambio casa, quest'ultimo reinterpretato dal cantautore e poi incluso nella raccolta TZN - The Best of Tiziano Ferro del 2014. Il 2 ottobre viene pubblicato l'album di Miguel Bosé Papitwo contenente il brano Amiga in duetto con Tiziano Ferro (anch'esso inserito successivamente in TZN - The Best of Tiziano Ferro). Il 22 settembre partecipa insieme ad altri 13 artisti italiani al concerto Italia Loves Emilia, tenuto a Campovolo per raccogliere fondi destinati alle popolazioni colpite dal terremoto dell'Emilia del 2012, esibendosi in La differenza tra me e te, Indietro e Sere nere. Nel finale interpreta con tutti gli artisti il brano A muso duro, registrato successivamente in studio e pubblicato come singolo benefico il 13 novembre per anticipare l'uscita dell'album dal vivo Italia Loves Emilia. Il concerto.
Nello stesso anno, l'artista partecipa in qualità di coach al talent show spagnolo La Voz.
Il 20 novembre 2012 viene pubblicato in Italia L'amore è una cosa semplice - Special Edition, un cofanetto contenente una nuova versione dell'album originale con l'aggiunta della traccia multimediale Trama sintetica di una giornata storica (documentario che racconta la giornata del 14 luglio allo Stadio Olimpico di Roma, tappa de L'amore è una cosa semplice Tour 2012 durante la quale l'artista si è esibito davanti a oltre 50.000 fan) e un secondo CD intitolato L'amore è una cosa swing, composto da cinque brani provenienti dai precedenti album e riarrangiati in chiave swing, l'inedito Per te (For You) scritto da Ferro, David Foster e Chris Botti, precedentemente pubblicato nell'album Impressions del 2012 di Botti e interpretato da Andrea Bocelli, e il medley live TVM/Quiero vivir con vos registrato a maggio 2012 al Mediolanum Forum d'Assago a Milano. L'edizione pubblicata in Spagna contiene inoltre La diferencia entre tú y yo in versione swing. Il 29 novembre esce il film L'amore è imperfetto avente i brani L'amore è una cosa semplice e TVM (ti voglio male) come colonna sonora.
Il 15 gennaio 2013 viene pubblicato l'album di Gianna Nannini Inno, contenente il singolo Nostrastoria scritto con Tiziano Ferro. Il 12 marzo viene pubblicato l'album di Baby K Una seria prodotto da Ferro insieme a Michele Canova Iorfida e contenente anche quattro brani scritti con la collaborazione dello stesso Ferro: La verità, Il tuo boy è preso male, Sei sola e Killer, gli ultimi due rispettivamente estratti come quarto e secondo singolo dell'album. Il 24 settembre viene pubblicato l'album di Alessandra Amoroso Amore puro prodotto da Ferro e Iorfida e contenente otto brani scritti dallo stesso Ferro: Amore puro (primo singolo estratto il 30 agosto), Da casa mia, Fuoco d'artificio (secondo singolo il 15 novembre), Starò meglio, Difendimi per sempre, Bellezza, incanto e nostalgia (terzo singolo il 27 giugno 2014), L'hai dedicato a me (quarto singolo il 24 ottobre) e La vita che vorrei. Il 1º ottobre viene pubblicato l'album di Luca Carboni Fisico & politico, che contiene il brano Persone silenziose in duetto con Tiziano Ferro (estratto come singolo il 15 novembre 2013 e pubblicato anche nella raccolta TZN - The Best of Tiziano Ferro del 2014 insieme ad una reinterpretazione di Difendimi per sempre), mentre il 15 ottobre viene pubblicato l'album di Elisa, L'anima vola, contenente il brano E scopro cos'è la felicità scritto da Tiziano Ferro ed eseguito in duetto. A novembre è autore dei brani La vita e la felicità con Sergio Vallarino e Non aver paura mai con Emanuele Dabbono per Michele Bravi, vincitore della settima edizione di X Factor, pubblicati nell'album A passi piccoli. Il 20 dicembre è presente al PalaDozza di Bologna come ospite di Luca Carboni nel tour Fisico & politico Tour 2013-2014 per duettare nei brani Persone silenziose e Pensieri al tramonto.

### TZN - The Best of Tiziano Ferro(2014-2015)
A gennaio 2014 il brano Non me lo so spiegare viene utilizzato come colonna sonora della serie televisiva di Rai 1 Braccialetti rossi. Il 7 febbraio il manager Fabrizio Giannini annuncia attraverso Twitter che il nuovo album del cantante sarebbe stato pubblicato entro la fine dell'anno e sarebbe stato una raccolta dei suoi più grandi successi. Il 27 ottobre 2014 viene pubblicata la raccolta di Fiorella Mannoia, Fiorella, che contiene una rivisitazione del brano La paura non esiste in duetto con Ferro. Il 25 novembre viene pubblicata la prima raccolta dell'artista, intitolata TZN - The Best of Tiziano Ferro e costituita dai suoi più grandi successi del passato più sedici brani inediti, tra cui Senza scappare mai più, estratto come primo singolo il 17 ottobre dello stesso anno. L'album è stato commercializzato in Italia in tre edizioni: standard (in formato doppio CD e quadruplo LP), deluxe e Special Fan Edition da quattro CD. Il 26 novembre 2014 viene commercializzata l'edizione britannica per il Regno Unito composta da un solo CD e il 3 marzo 2015 l'edizione in lingua spagnola per la Spagna, anch'essa in versione singola.
Il 20 gennaio 2015 è stato pubblicato l'album Status del rapper Marracash, nel quale è presente il brano Senza un posto nel mondo, realizzato in duetto con Ferro ed estratto successivamente come singolo l'11 settembre dello stesso anno. Nel mese di febbraio 2015 il cantautore ha firmato frasi d'amore tratte dai suoi brani più celebri per i cartigli dei Baci Perugina in edizione limitata, mentre il 10 febbraio è stato ospite della prima serata del Festival di Sanremo, durante la quale ha eseguito un medley tra Non me lo so spiegare, Sere nere e Il regalo più grande e portato all'esordio Incanto, estratto come singolo già a metà gennaio. Il 19 maggio è stato pubblicato l'album Never Again di Briga, in cui è presente una rivisitazione del brano Indietro realizzata insieme a Ferro e intitolata Giunto alla linea (indietro). In quel periodo il brano La differenza tra me e te viene scelto come colonna sonora di Tutte le strade portano a Roma, film con Raoul Bova e Sarah Jessica Parker. Tra giugno e dicembre 2015 Ferro è stato impegnato nella tournée Lo stadio Tour 2015, composta da 28 date suddivise in due parti. La prima parte si è svolta in estate negli stadi ed è partita il 20 giugno 2015 a Torino, per poi toccare Firenze, Roma (doppia data), Bologna, Milano (doppia data) e Verona. La seconda parte, European Tour 2015, si è invece svolta in inverno in palazzetti tra Italia, Belgio e Svizzera.
Il 30 ottobre è stato pubblicato l'album di Gianna Nannini Hitstory che contiene il brano Amica mia scritto da Tiziano Ferro, mentre il 20 novembre è stata pubblicata la riedizione di TZN - The Best of Tiziano Ferro, denominata Lo stadio Tour 2015 Edition e contenente, oltre ai due CD dell'edizione standard, due CD e un DVD che racchiudono i concerti tenuti il 4 e il 5 luglio 2015 presso lo Stadio Giuseppe Meazza di Milano. In autunno ha composto insieme a Michael Menisci il brano La vita in un anno per Alessandra Amoroso, inserito nell'album Vivere a colori del 2016, e Per difenderti da me per Patty Pravo, pubblicato nell'album Eccomi dello stesso anno. Il 30 dicembre è stato trasmesso su Rai 1 un documentario dedicato all'artista intitolato Tiziano Ferro - Lo stadio, nel quale lo stesso Ferro si racconta in musica e dialoghi.

### Il mestiere della vita(2016-2018)
Il 29 luglio 2016 la Carosello Records ha pubblicato le ristampe dei primi tre album in studio Rosso relativo, 111 e Nessuno è solo in formato CD (il 23 settembre per la prima volta anche in formato LP); nello stesso mese Ferro ha prodotto il brano Chiusa con te (XXX) della cantautrice Giordana Angi.
Il 2 dicembre viene pubblicato il sesto album di inediti intitolato Il mestiere della vita, anticipato il 28 ottobre dal singolo Potremmo ritornare. Composto da 13 brani, l'album presenta sonorità pop, hip hop e contemporary R&B, con tematiche che spaziano dal perdono alla paura e alla rabbia. Tra i collaboratori figurano Baby K, Raige, Emanuele Dabbono, Tormento e Carmen Consoli, quest'ultima duettante nel secondo singolo Il conforto estratto il 13 gennaio 2017. Gli altri singoli estratti dal disco sono stati Lento/Veloce (21 aprile), utilizzato da maggio 2017 come tema musicale per lo spot del gelato Cornetto Algida, Valore assoluto (8 settembre), l'omonimo Il mestiere della vita (17 novembre) e "Solo" è solo una parola (2 febbraio 2018).
Il 7 febbraio 2017 il cantautore è stato ospite della prima serata del Festival di Sanremo, durante la quale ha eseguito un omaggio alla memoria di Luigi Tenco con la reinterpretazione del brano Mi sono innamorato di te, Potremmo ritornare e Il conforto insieme a Carmen Consoli. La cover è stata pubblicata in versione studio il giorno seguente per il download digitale. Il 10 marzo è stata pubblicata l'edizione in lingua spagnola dell'album, El oficio de la vida, anticipata dal singolo Podríamos regresar (20 gennaio 2017). L'album include due nuovi duetti con artiste spagnole, ovvero Casi con Silvina Magari ed El oficio de la vida con Vanesa Martín, ma esclude quello con la Consoli. Il 14 aprile, in occasione dell'annuale Record Store Day, sono stati pubblicati nel formato 7" i singoli Il conforto e Mi sono innamorato di te. Da giugno a luglio 2017 si è svolta la tournée Il mestiere della vita Tour 2017, composta da tredici date negli stadi italiani. Il 23 giugno è stato pubblicato per il download digitale Lento/Veloce (Remixes), contenente 13 tracce remix del brano in lingua italiana e spagnola e anticipato da A ti te cuido yo (Lento/Veloz), brano in duetto con il cantante spagnolo Dasoul entrato in rotazione radiofonica lo stesso giorno. Il 7 luglio è stata pubblicata la versione italiana del brano No Vacancy degli OneRepublic, in collaborazione con il cantautore. Nello stesso giorno è stato commercializzato il formato 10" di Lento/Veloce (Remixes), composto da cinque tracce. Il 7 agosto viene caricato sul profilo Vevo ufficiale dell'artista un documentario di 18 minuti riguardante Il mestiere della vita Tour 2017. Il 10 novembre viene pubblicata un'edizione speciale dell'album intitolata Il mestiere della vita Urban vs Acoustic. Il cofanetto presenta un secondo disco con una selezione di brani in versione urban e acustica e quattro bonus track: una nuova versione di Valore assoluto in duetto con Levante, un remix dello stesso brano, No Vacancy con gli OneRepublic e Mi sono innamorato di te. Il 24 novembre il cantautore compare come ospite all'interno della ristampa dell'album Munay di Vanesa Martín, con la quale esegue una nuova versione italo-spagnola del brano Ya. Il 18 dicembre il rapper Fabri Fibra pubblica una nuova versione del singolo Stavo pensando a te incisa con Ferro.
Da febbraio 2018 l'artista è testimonial dell'azienda di telefonia Vodafone. Nel corso dell'anno collabora con i Tiromancino alla rivisitazione del loro brano Per me è importante, inserita nell'album Fino a qui del gruppo e pubblicata come singolo l'8 marzo 2019, e con Ed Sheeran e il fratello Matthew alla composizione di Amo soltanto te (This Is the Only Time nella versione inglese), brano di cui Tiziano Ferro firma il testo e interpretato da Andrea Bocelli e Sheeran all'interno dell'album Sì. Duetta inoltre con Giorgia ne Il conforto, rivisitazione del brano di Ferro pubblicata nell'album di cover della cantante Pop Heart.

### Accetto miracoli(2019-2021)
Il 22 novembre viene pubblicato il settimo album di inediti intitolato Accetto miracoli, composto da 12 brani e anticipato dai singoli Buona (cattiva) sorte (31 maggio) e Accetto miracoli (20 settembre). Tra le collaborazioni, il singolo Balla per me in duetto con Jovanotti nell'edizione in lingua italiana e Acepto milagros in duetto con la cantante spagnola Ana Guerra nell'edizione in lingua spagnola, quest'ultima pubblicata come singolo in Spagna il 18 ottobre 2019. Dal 4 all'8 febbraio 2020 l'artista ha preso parte a tutte le cinque serate della settantesima edizione del Festival di Sanremo in qualità di ospite fisso. Durante la manifestazione ha cantato alcuni dei suoi brani più celebri e ha reinterpretato Nel blu dipinto di blu, Almeno tu nell'universo e Portami a ballare, oltre a duettare con Massimo Ranieri in Perdere l'amore e con Fiorello in Finalmente tu. Il 30 giugno viene pubblicato un video sul canale YouTube Officina Pasolini, con una nuova versione di Accetto miracoli eseguita in duetto con Tosca e registrata a distanza tra Roma (dove vive Tosca) e Los Angeles (dove Ferro si è trasferito).
Il 6 novembre 2020 è stato pubblicato l'album di cover Accetto miracoli: l'esperienza degli altri, composto da reinterpretazioni di canzoni italiane. Tra esse sono presenti Perdere l'amore con Massimo Ranieri (primo singolo, 3 agosto 2020), registrata per l'iniziativa I Love My Radio atta a celebrare i 45 anni del sistema radiofonico italiano, Rimmel (2 settembre 2020) e E ti vengo a cercare (30 ottobre 2020). Sempre il 6 novembre su Prime Video è uscito Ferro, un documentario dedicato all'artista che segue cronologicamente il periodo da settembre 2019 a febbraio 2020.
Per la promozione degli album, Tiziano Ferro avrebbe dovuto intraprendere il TZN Tour 2020, composto da quindici date negli stadi italiani (dal 30 maggio al 16 luglio) e dieci date autunnali in altri paesi europei (dall'11 novembre al 14 dicembre). In sole 24 ore dall'apertura delle prevendite erano stati venduti oltre 75.000 biglietti, ma a causa della pandemia di COVID-19 le date autunnali sono state annullate e quelle negli stadi italiani sono state riprogrammate dal 6 giugno al 18 luglio 2021, con la sostituzione di Catania a Messina come tappa siciliana. Il 19 aprile 2021 viene tuttavia comunicato, attraverso i profili social dell'artista, che visto il proseguire dell'emergenza sanitaria la tournée è stata definitivamente cancellata, in favore del successivo tour del 2023.
Il 28 maggio 2021 viene pubblicato il singolo Solo lei ha quel che voglio 2021 dei Sottotono, che ha visto la partecipazione di Ferro e anche dei rapper Gué Pequeno e Marracash (incluso nell'album Originali).

### Il mondo è nostro(2022-2023)
L'11 novembre 2022 è stato pubblicato l'ottavo album di inediti intitolato Il mondo è nostro. Il disco è composto da 13 brani, tra cui il primo singolo La vita splendida, presentato il 9 settembre dello stesso anno. Per la sua realizzazione, Ferro si è avvalso di svariati collaboratori, sia autorali (come Brunori Sas e Antonio Di Martino per La vita splendida ed Emanuele Dabbono per Mi rimani tu) che vocali (Thasup, Caparezza, Ambra Angiolini, Roberto Vecchioni e Sting). Dall'album sono stati estratti come singoli anche La prima festa del papà, Rotonda con il sopracitato Thasup, Addio mio amore e infine Destinazione mare e Abbiamo vinto già con J-Ax, singoli digitali aggiunti nelle riedizioni digitali dell'album. Il 12 luglio viene pubblicato il singolo Vamos a bailar di Paola & Chiara e Gabry Ponte con la partecipazione di Ferro (pubblicato nella riedizione digitale dell'album Per sempre). Da giugno a luglio 2023 l'artista ha intrapreso la tournée TZN Tour 2023, composta da 15 date, che ha segnato il ritorno del cantautore negli stadi a distanza di sei anni.
Il 3 ottobre 2023 Ferro pubblica per Mondadori il suo primo romanzo, intitolato La felicità al principio.
L'8 novembre 2024 Ferro pubblica con la cantante Elodie il duetto Feeling.

## Premi e riconoscimenti
Nella sua carriera Tiziano Ferro ha ottenuto molti prestigiosi riconoscimenti nazionali e internazionali: Billboard Latin Music Awards, European Border Breakers Awards, Festivalbar, Wind Music Awards, MTV Europe Music Awards, MTV Awards, Nickelodeon Kids' Choice Awards, Onstage Awards, Premios Cadena Dial, Premios Oye!, Premio italiano della musica, Premio Lunezia, Premio Videoclip Italiano, Rockol Awards, TRL Awards, World Music Award.

## Vita privata
Nel 2004 si è trasferito a Puebla de Zaragoza in Messico, l'anno seguente a Manchester nel Regno Unito, per poi tornare in Italia a Milano nel 2011; dal 2016 risiede principalmente a Los Angeles. Il 13 luglio 2019, a Sabaudia, si è unito civilmente al compagno Victor Allen, che aveva precedentemente sposato a Los Angeles il 25 giugno. Nel 2022 ha annunciato di essere diventato padre di Margherita e Andres. Nel settembre 2023 il cantante ha annunciato il divorzio da Allen, ufficializzato il 15 marzo 2024.
Aderisce a svariate iniziative di solidarietà e di beneficenza.
Il 20 ottobre 2010 ha pubblicato il suo libro Trent'anni e una chiacchierata con papà, in cui ha dichiarato per la prima volta il proprio orientamento sessuale. Nel 2012 ha pubblicato il secondo libro L'amore è una cosa semplice, che prende il titolo dall'omonimo album.

## Procedimenti giudiziari
Il 15 luglio 2022 il Tribunale Civile di Latina ha convalidato il provvedimento cautelare per l'esecuzione esattoriale dell'Agenzia delle entrate per un debito complessivo di 9 milioni di euro con rigetto della sospensione del pignoramento presso la società Tzn Srl, riconducibile al cantante, che non avrebbe versato le tasse IRPEF, IVA e IRAP nel periodo compreso tra il 2006 e il 2008, in cui Ferro viveva a Londra.

## Discografia

### Album in studio
- 2001 – Rosso relativo
- 2003 – 111
- 2006 – Nessuno è solo
- 2008 – Alla mia età
- 2011 – L'amore è una cosa semplice
- 2016 – Il mestiere della vita
- 2019 – Accetto miracoli
- 2022 – Il mondo è nostro

### Raccolte
- 2014 – TZN - The Best of Tiziano Ferro

### Album di cover
- 2020 – Accetto miracoli: l'esperienza degli altri

## Tournée
- 2002-2003 – Rosso relativo Tour
- 2004-2005 – 111% Tour
- 2007 – Nessuno è solo Tour 2007
- 2009-2010 – Alla mia età Tour
- 2012 – L'amore è una cosa semplice Tour 2012
- 2015 – Lo stadio Tour 2015
- 2017 – Il mestiere della vita Tour 2017
- 2023 – TZN Tour 2023

## Filmografia
- Ferro – documentario (2020)[150]
- Raffa, regia di Daniele Luchetti – documentario (2023)

## Doppiaggio
- Jan in Nello e Patrasche (1994)
- Oscar in Shark Tale (2004)

## Opere
- Tiziano Ferro, Trent'anni e una chiacchierata con papà, Kowalski, 2010, ISBN 978-88-7496-794-0.
- Tiziano Ferro, L'amore è una cosa semplice, Kowalski, 2012, ISBN 978-88-7496-347-8.
- Tiziano Ferro, La felicità al principio, Arnoldo Mondadori Editore, 2023, ISBN 978-88-3572-848-1.